# Eredivisie 2023-24
LEredivisie 2023-24 va ser la 68a edició de l'Eredivisie, la primera divisió de futbol neerlandesa. La temporada va començar l'11 d'agost de 2023 i finalitzà el 19 de maig de 2024. El PSV Eindhoven va batre el rècord de més punts en una temporada de l'Eredivisie, amb 91, superant la temporada de 89 punts de l'Ajax del 1997–98.
Atès que els Països Baixos van ascendir del setè al sisè lloc del rànquing del coeficient UEFA al final de la temporada 2022-23, els tres equips millor classificats ja es van poden classificar per a la Lliga de Campions de la UEFA (els campions i els subcampions van entrar directament a la fase de lliga, i el tercer classificat va entrar a la tercera ronda de classificació). El guanyador de la Copa KNVB es va classificar per a la fase de lliga de la UEFA Europa League, mentre que el quart classificat es va classificar per a la segona ronda de classificació de la UEFA Europa League i els equips del cinquè al vuitè classificats es van classificar per als play-offs de la UEFA Conference League.

## Classificació
| Pos | Equip               | PJ | PG | PE | PP | GF  | GC | DG  | Pts | Classificació o descens                                                            |
| --- | ------------------- | -- | -- | -- | -- | --- | -- | --- | --- | ---------------------------------------------------------------------------------- |
| 1   | PSV Eindhoven (C)   | 34 | 29 | 4  | 1  | 111 | 21 | +90 | 91  | Fase de lliga de la Champions League                                               |
| 2   | Feyenoord           | 34 | 26 | 6  | 2  | 92  | 26 | +66 | 84  | Fase de lliga de la Champions League                                               |
| 3   | Twente              | 34 | 21 | 6  | 7  | 69  | 36 | +33 | 69  | Tercera ronda de classificació de la Champions League                              |
| 4   | AZ                  | 34 | 19 | 8  | 7  | 70  | 39 | +31 | 65  | Fase de lliga de la Europa League                                                  |
| 5   | Ajax                | 34 | 15 | 11 | 8  | 74  | 61 | +13 | 56  | Segona ronda de classificació de la Europa League                                  |
| 6   | NEC                 | 34 | 14 | 11 | 9  | 68  | 51 | +17 | 53  | Play-offs per una plaça a la segona ronda de classificació de la Conference League |
| 7   | Utrecht             | 34 | 13 | 11 | 10 | 49  | 47 | +2  | 50  | Play-offs per una plaça a la segona ronda de classificació de la Conference League |
| 8   | Sparta Rotterdam    | 34 | 14 | 7  | 13 | 51  | 48 | +3  | 49  | Play-offs per una plaça a la segona ronda de classificació de la Conference League |
| 9   | Go Ahead Eagles (O) | 34 | 12 | 10 | 12 | 47  | 46 | +1  | 46  | Play-offs per una plaça a la segona ronda de classificació de la Conference League |
| 10  | Fortuna Sittard     | 34 | 9  | 11 | 14 | 37  | 56 | −19 | 38  |                                                                                    |
| 11  | Heerenveen          | 34 | 10 | 7  | 17 | 53  | 70 | −17 | 37  |                                                                                    |
| 12  | PEC Zwolle          | 34 | 9  | 9  | 16 | 45  | 67 | −22 | 36  |                                                                                    |
| 13  | Almere City         | 34 | 7  | 13 | 14 | 33  | 59 | −26 | 34  |                                                                                    |
| 14  | Heracles Almelo     | 34 | 9  | 6  | 19 | 41  | 74 | −33 | 33  |                                                                                    |
| 15  | RKC Waalwijk        | 34 | 7  | 8  | 19 | 38  | 56 | −18 | 29  |                                                                                    |
| 16  | Excelsior (R)       | 34 | 6  | 11 | 17 | 50  | 73 | −23 | 29  | Play-off de descens                                                                |
| 17  | Volendam (R)        | 34 | 4  | 7  | 23 | 34  | 88 | −54 | 19  | Descens a l'Eerste Divisie                                                         |
| 18  | Vitesse (R)         | 34 | 6  | 6  | 22 | 30  | 74 | −44 | 6   | Descens a l'Eerste Divisie                                                         |

1. ↑  Els guanyadors de la Copa KNVB 2023-24 es classificaven per la fase de lliga de la Europa League. Atès que els guanyadors de copa (Feyenoord) es van classificar per a la Lliga de Campions, el lloc concedit als campions de copa va passar al quart classificat.
2. ↑  Al Vitesse se'ls va restar divuit punts per incomplir els requisits de llicència establerts per la Reial Associació de Futbol dels Països Baixos.[3]

## Resultats
| Casa \ Fora      | AJA | ALM | AZ  | EXC | FEY | FOR | GAE | HEE | HER | NEC | PEC | PSV | RKC | SPA | TWE | UTR | VIT | VOL |
| ---------------- | --- | --- | --- | --- | --- | --- | --- | --- | --- | --- | --- | --- | --- | --- | --- | --- | --- | --- |
| Ajax             |     | 3–0 | 1–2 | 2–2 | 0–4 | 2–2 | 1–1 | 4–1 | 4–1 | 2–2 | 2–2 | 1–1 | 4–1 | 2–1 | 2–1 | 2–0 | 5–0 | 2–0 |
| Almere City      | 2–2 |     | 0–0 | 2–1 | 0–2 | 0–0 | 0–0 | 1–1 | 0–5 | 1–4 | 1–2 | 0–4 | 1–0 | 2–3 | 1–4 | 1–1 | 5–0 | 1–1 |
| AZ               | 2–0 | 4–1 |     | 4–0 | 0–1 | 4–0 | 5–1 | 3–0 | 1–1 | 1–2 | 2–2 | 0–4 | 3–2 | 2–0 | 2–1 | 3–3 | 2–0 | 3–0 |
| Excelsior        | 2–2 | 0–0 | 1–1 |     | 2–4 | 2–2 | 1–1 | 3–0 | 4–0 | 0–3 | 2–4 | 0–2 | 1–1 | 2–1 | 0–3 | 1–1 | 1–2 | 4–0 |
| Feyenoord        | 6–0 | 6–1 | 1–0 | 4–0 |     | 0–0 | 3–1 | 6–1 | 3–0 | 2–2 | 5–0 | 1–2 | 1–0 | 2–0 | 0–0 | 4–2 | 4–0 | 3–1 |
| Fortuna Sittard  | 0–0 | 2–1 | 1–2 | 5–2 | 0–1 |     | 0–0 | 3–3 | 4–1 | 1–1 | 3–1 | 1–1 | 1–0 | 0–2 | 0–3 | 0–0 | 3–1 | 3–1 |
| Go Ahead Eagles  | 2–3 | 1–1 | 0–3 | 3–0 | 1–3 | 3–0 |     | 3–2 | 4–0 | 2–2 | 1–1 | 0–1 | 1–0 | 0–0 | 1–3 | 0–2 | 5–1 | 4–1 |
| Heerenveen       | 3–2 | 3–0 | 2–2 | 0–3 | 2–3 | 3–0 | 0–2 |     | 3–0 | 1–1 | 2–0 | 0–8 | 3–1 | 1–3 | 3–3 | 2–3 | 1–3 | 1–2 |
| Heracles Almelo  | 2–4 | 2–2 | 5–0 | 3–1 | 0–4 | 0–0 | 2–0 | 0–2 |     | 2–1 | 2–1 | 0–6 | 0–5 | 0–1 | 2–2 | 1–3 | 3–2 | 1–1 |
| NEC              | 1–2 | 1–1 | 0–3 | 3–4 | 2–3 | 4–1 | 1–1 | 2–0 | 3–1 |     | 2–2 | 3–1 | 3–0 | 2–0 | 1–0 | 3–0 | 1–3 | 3–3 |
| PEC Zwolle       | 1–3 | 0–1 | 0–3 | 2–1 | 0–2 | 2–0 | 1–1 | 2–2 | 3–1 | 1–3 |     | 1–7 | 1–2 | 1–2 | 1–2 | 1–0 | 1–0 | 1–1 |
| PSV Eindhoven    | 5–2 | 2–0 | 5–1 | 3–1 | 2–2 | 3–1 | 3–0 | 2–0 | 2–0 | 4–0 | 4–0 |     | 3–1 | 4–2 | 1–0 | 2–0 | 6–0 | 3–1 |
| RKC Waalwijk     | 2–3 | 0–0 | 1–3 | 2–2 | 1–2 | 0–1 | 0–1 | 1–1 | 1–2 | 2–0 | 1–1 | 0–4 |     | 1–1 | 1–0 | 2–2 | 3–1 | 2–1 |
| Sparta Rotterdam | 2–2 | 1–2 | 1–1 | 4–2 | 2–2 | 4–0 | 0–2 | 2–1 | 1–2 | 1–1 | 0–2 | 0–4 | 2–0 |     | 2–2 | 1–2 | 1–0 | 1–0 |
| Twente           | 3–1 | 3–1 | 2–1 | 4–2 | 2–1 | 2–0 | 3–0 | 1–0 | 1–0 | 3–3 | 3–1 | 0–3 | 3–0 | 2–1 |     | 0–1 | 1–0 | 7–2 |
| Utrecht          | 4–3 | 0–2 | 1–1 | 2–2 | 1–5 | 4–0 | 2–1 | 0–2 | 1–0 | 1–0 | 5–1 | 1–1 | 1–1 | 0–1 | 1–1 |     | 1–0 | 4–2 |
| Vitesse          | 2–2 | 1–1 | 0–2 | 0–0 | 1–2 | 3–2 | 0–2 | 1–3 | 2–0 | 0–3 | 1–1 | 1–3 | 0–2 | 1–4 | 1–2 | 0–0 |     | 1–1 |
| Volendam         | 1–4 | 0–1 | 0–4 | 3–1 | 0–0 | 0–1 | 1–2 | 0–4 | 2–2 | 2–5 | 0–5 | 1–5 | 3–2 | 1–4 | 0–2 | 1–0 | 1–2 |     |

## Play-off de classificació a la Conference League
Els quatre equips millor classificats de la lliga que no es van classificar per la Lliga de Campions ni la Lliga Europa van competir per un lloc a la segona ronda classificatòria de la Lliga Europa Conferència de la UEFA 2024-25.

#### Semi-finals
| NEC        | 1–2     | Go Ahead Eagles              |
| ---------- | ------- | ---------------------------- |
| * Sano 57' | Informe | * Stokkers 77' - Rommens 86' |

| Utrecht                                     | 3–1     | Sparta Rotterdam |
| ------------------------------------------- | ------- | ---------------- |
| * Flamingo 41' - Lammers 70' - Jensen 90+3' | Informe | * Lauritsen 38'  |

#### Final
| Utrecht         | 1–2 (pr.) | Go Ahead Eagles                        |
| --------------- | --------- | -------------------------------------- |
| * Viergever 31' | Informe   | * Viergever 90+1' (p.p.) - Kramer 117' |

## Play-off de descens
El 16è lloc de la lliga juntament amb els sis equips millor classificats de l'Eerste Divisie 2023-24 que no van ascendir, van competir per un lloc a l'Eredivisie 2024-25. Els perdedors van participar en l'Eerste Divisie 2024-25.

#### Primera ronda
| NAC Breda                              | 3–1     | Roda JC Kerkrade |
| -------------------------------------- | ------- | ---------------- |
| * Haugen 16' - Janošek 56' (pen.), 58' | Informe | * Koglin 87'     |

| Roda JC Kerkrade | 0–5     | NAC Breda                                                              |
| ---------------- | ------- | ---------------------------------------------------------------------- |
|                  | Informe | * Kemper 44' - Janošek 49' - Kuijpers 59' - Koscelník 75' - Haugen 79' |

NAC Breda va guanyar 8–1 en l'agregat.
| Emmen                          | 2–2     | Dordrecht                    |
| ------------------------------ | ------- | ---------------------------- |
| * Parzyszek 11' - Besuijen 38' | Informe | * Suray 26' - Bronkhorst 50' |

| Dordrecht | 0–1     | Emmen          |
| --------- | ------- | -------------- |
|           | Informe | * Besuijen 88' |

Emmen va guanyar 3–2 en l'agregat.
| De Graafschap                       | 2–3     | ADO Den Haag                                 |
| ----------------------------------- | ------- | -------------------------------------------- |
| * Büttner 13' - Fortes 90+7' (pen.) | Informe | * Absalem 30' - Van Mieghem 58' - Schalk 66' |

| ADO Den Haag      | 2–2     | De Graafschap                |
| ----------------- | ------- | ---------------------------- |
| * Schalk 23', 36' | Informe | * Seuntjens 67' - Fortes 74' |

ADO Den Haag va guanyar 5–4 en l'agregat.

#### Semi-finals
| NAC Breda    | 1–1     | Emmen                 |
| ------------ | ------- | --------------------- |
| * Haugen 38' | Informe | * Besuijen 82' (pen.) |

| Emmen | 0–3     | NAC Breda                                       |
| ----- | ------- | ----------------------------------------------- |
|       | Informe | * Haugen 12' - Van den Bergh 14' - Kuijpers 56' |

NAC Breda va guanyar 4–1 en l'agregat.
| ADO Den Haag  | 1–2     | Excelsior                        |
| ------------- | ------- | -------------------------------- |
| * Veerman 71' | Informe | * Driouech 16' - Duijvestijn 23' |

| Excelsior                                                                                   | 7–1     | ADO Den Haag    |
| ------------------------------------------------------------------------------------------- | ------- | --------------- |
| * Parrott 3', 27', 31' (pen.) - Driouech 40' - Baas 55' (pen.) - Goudmijn 71' - Lamprou 72' | Informe | * Veerman 45+2' |

Excelsior va guanyar 9–2 en l'agregat.

#### Final
| NAC Breda                                                                                  | 6–2     | Excelsior                                |
| ------------------------------------------------------------------------------------------ | ------- | ---------------------------------------- |
| * Omgba 12' - Janošek 39' (pen.) - Van den Bergh 42' - Koscelník 74' - Ómarsson 78', 90+4' | Informe | * Duijvestijn 25' - Parrott 45+6' (pen.) |

| Excelsior                                          | 4–1     | NAC Breda     |
| -------------------------------------------------- | ------- | ------------- |
| * Parrott 20', 35' (pen.), 50' - Kemper 42' (p.p.) | Informe | * Staring 58' |

NAC Breda va guanyar 7–6 en l'agregat.

## Estadístiques

### Golejadors
| Rank | Jugador               | Club             | Gols |
| ---- | --------------------- | ---------------- | ---- |
| 1    | Luuk de Jong          | PSV Eindhoven    | 29   |
| 1    | Vanguelis Pavlidis    | AZ               | 29   |
| 3    | Santiago Giménez      | Feyenoord        | 23   |
| 4    | Brian Brobbey         | Ajax             | 18   |
| 5    | Sem Steijn            | Twente           | 17   |
| 6    | Ricky van Wolfswinkel | Twente           | 16   |
| 7    | Lennart Thy           | PEC Zwolle       | 13   |
| 8    | Johan Bakayoko        | PSV Eindhoven    | 12   |
| 8    | Steven Bergwijn       | Ajax             | 12   |
| 8    | Tobias Lauritsen      | Sparta Rotterdam | 12   |
| 8    | Kaj Sierhuis          | Fortuna Sittard  | 12   |

### Hat-tricks
| Jornada | Jugador            | Club            | Gols          | Data                   | Local           | Resultat | Visitant        |
| ------- | ------------------ | --------------- | ------------- | ---------------------- | --------------- | -------- | --------------- |
| 6       | Santiago Giménez   | Feyenoord       | 9', 18', 59'  | 27 de setembre de 2023 | Ajax            | 0-4      | Feyenoord       |
| 9       | Vanguelis Pavlidis | AZ              | 11', 59', 76' | 21 d'octubre de 2023   | AZ              | 3-0      | Heerenveen      |
| 10      | Hirving Lozano     | PSV Eindhoven   | 20', 60', 72' | 29 d'octubre de 2023   | PSV Eindhoven   | 5-2      | Ajax            |
| 13      | Santiago Giménez   | Feyenoord       | 6', 61', 82'  | 25 de novembre de 2023 | Excelsior       | 2-4      | Feyenoord       |
| 13      | Mohamed Sankoh     | Heracles Almelo | 4', 64', 87'  | 26 de novembre de 2023 | Almere City     | 0-5      | Heracles Almelo |
| 14      | Ferdy Druijf       | PEC Zwolle      | 62', 67', 87' | 2 de desembre de 2023  | Volendam        | 0-5      | PEC Zwolle      |
| 17      | Luuk de Jong       | PSV Eindhoven   | 13', 17', 69' | 13 de gener de 2024    | PSV Eindhoven   | 3-1      | Excelsior       |
| 20      | Taylor Booth       | Utrecht         | 38', 57', 84' | 4 de febrer de 2024    | Utrecht         | 4-2      | Volendam        |
| 23      | Luuk de Jong       | PSV Eindhoven   | 32', 51', 71' | 24 de febrer de 2024   | PEC Zwolle      | 1-7      | PSV Eindhoven   |
| 24      | Kaj Sierhuis       | Fortuna Sittard | 15', 29', 34' | 3 de març de 2024      | Fortuna Sittard | 5-2      | Excelsior       |
| 32      | David Min          | RKC Waalwijk    | 7', 67', 82'  | 5 de maig de 2024      | Heracles Almelo | 0-5      | RKC Waalwijk    |
| 33      | Steven Bergwijn    | Ajax            | 29', 34', 38' | 12 de maig de 2024     | Ajax            | 3-0      | Almere City     |
| 33      | Sem Steijn         | Twente          | 43', 69', 73' | 12 de maig de 2024     | Twente          | 7-2      | Volendam        |

## Premis

### Premis mensuals
| Mes      | Jugador del mes    | Jugador del mes | Talent del mes     | Talent del mes | Referència           | Equip del mes |
| Mes      | Jugador            | Club            | Jugador            | Club           | Referència           | Equip del mes |
| -------- | ------------------ | --------------- | ------------------ | -------------- | -------------------- | --- |
| Agost    | Vanguelis Pavlidis | AZ              | Jorrel Hato        | Ajax           | [ 5 ] [ 6 ] [ 7 ]    | Pandur (Fortuna Sittard); Sugawara (AZ), Geertruida (Feyenoord), Hato (Ajax), Kuipers (Go Ahead Eagles); Wieffer (Feyenoord), Sadílek (Twente); Lauritsen (Sparta Rotterdam), Agrafiotis (Excelsior), Vertessen (PSV Eindhoven); Pavlidis (AZ)                 |
| Setembre | Santiago Giménez   | Feyenoord       | Youri Regeer       | Twente         | [ 8 ] [ 9 ] [ 10 ]   | De Lange (Go Ahead Eagles); Regeer (Twente), Hancko (Feyenoord), Bazoer (AZ), Sugawara (AZ); Veerman (PSV Eindhoven), Clasie (AZ); Lang (PSV Eindhoven), Giménez (Feyenoord), De Jong (PSV Eindhoven), Steijn (Twente)                                         |
| Octubre  | Vanguelis Pavlidis | AZ              | Johan Bakayoko     | PSV Eindhoven  | [ 11 ] [ 12 ] [ 13 ] | De Lange (Go Ahead Eagles); Sugawara (AZ), Geertruida (Feyenoord), Benamar (Volendam), Regeer (Twente); Brouwers (SC Heerenveen), Veerman (PSV Eindhoven); Bakayoko (PSV Eindhoven), Giménez (Feyenoord), Ugalde (Twente); Pavlidis (AZ)                       |
| Novembre | Joey Veerman       | PSV Eindhoven   | Johan Bakayoko     | PSV Eindhoven  | [ 14 ] [ 15 ]        | De Lange (Go Ahead Eagles); Teze (PSV Eindhoven), Vriends (Sparta Rotterdam), Ramalho (PSV Eindhoven), Dest (PSV Eindhoven); Timber (Feyenoord), Veerman (PSV Eindhoven); Bakayoko (PSV Eindhoven), Willumsson (Go Ahead Eagles), Bergwijn (Ajax); Ogawa (NEC) |
| Desembre | Brian Brobbey      | Ajax            | Benjamin Tahirović | Ajax           | [ 16 ] [ 17 ]        | Barkas (Utrecht); Geertruida (Feyenoord), Boscagli (PSV Eindhoven), Dest (PSV Eindhoven); Tahirović (Ajax), Oukili (RKC Waalwijk); Tavşan (NEC), Steijn (Twente), Druijf (PEC Zwolle); Brobbey (Ajax), Pavlidis (AZ)                                           |
| Gener    | Brian Brobbey      | Ajax            | Kristian Hlynsson  | Ajax           | [ 18 ] [ 19 ]        | Unnerstall (Twente); Geertruida (Feyenoord), Siovas (Fortuna Sittard), Nuytinck (NEC), Dest (PSV Eindhoven); Tahirović (Ajax), Berghuis (Ajax), Boussaid (Utrecht), Hlynsson (Ajax); Brobbey (Ajax), De Jong (PSV Eindhoven)                                   |
| Febrer   | Luuk de Jong       | PSV Eindhoven   | Ruben van Bommel   | AZ             | [ 20 ] [ 21 ] [ 22 ] | Schendelaar (PEC Zwolle); Geertruida (Feyenoord), Pröpper (Twente), Hancko (Feyenoord), Dest (PSV Eindhoven); Wieffer (Feyenoord), Schouten (PSV Eindhoven), Proper (NEC), Van Bommel (AZ); De Jong (PSV Eindhoven), Van Amersfoort (SC Heerenveen)            |
| Març     | Kaj Sierhuis       | Fortuna Sittard | Wouter Goes        | AZ             | [ 23 ] [ 24 ] [ 25 ] | De Lange (Go Ahead Eagles); Sugawara (AZ), Goes (AZ), Bazoer (AZ), Köhlert (SC Heerenveen); Özyakup (Fortuna Sittard), Clement (Sparta Rotterdam); Mijnans (AZ), Verschueren (Sparta Rotterdam), Vlap (Twente); Sierhuis (Fortuna Sittard)                     |
| Abril    | Sam Lammers        | Utrecht         | Johan Bakayoko     | PSV Eindhoven  | [ 26 ] [ 27 ] [ 28 ] | Backhaus (Volendam); Mauro Júnior (PSV Eindhoven), Hancko (Feyenoord), Boscagli (PSV Eindhoven), Teze (PSV Eindhoven); Tillman (PSV Eindhoven), Veerman (PSV Eindhoven), Kjølø (Twente), Bakayoko (PSV Eindhoven); Lammers (Utrecht), De Jong (PSV Eindhoven)  |
| Maig     | Tjaronn Chery      | NEC             | Kacper Kozłowski   | Vitesse        | [ 29 ] [ 30 ] [ 31 ] | Vaessen (RKC Waalwijk); Zagré (Excelsior), Hancko (Feyenoord), Trauner (Feyenoord), Geertruida (Feyenoord); Steijn (Twente), Schouten (PSV Eindhoven), Chery (NEC); Bergwijn (Ajax), Pavlidis (AZ), Kozłowski (Vitesse)                                        |

### Premis anuals
| Premi                   | Jugador        | Club          | Ref.   |
| ----------------------- | -------------- | ------------- | ------ |
| Jugador de la temporada | Luuk de Jong   | PSV Eindhoven | [ 32 ] |
| Talent de la temporada  | Johan Bakayoko | PSV Eindhoven | [ 32 ] |
| Gol de la temporada     | Igor Paixão    | Feyenoord     | [ 32 ] |